# Huang Haiqiang
Huang Haiqiang (chiń. 黄海强; ur. 8 lutego 1988 w Zhejiang) – chiński lekkoatleta, specjalizujący się w skoku wzwyż.

## Osiągnięcia
- złoty medal Mistrzostw Świata Juniorów Młodszych w Lekkoatletyce (Marrakesz 2005), w finale ustanowił aktualny rekord tej imprezy (2,27 m)
- złoto mistrzostw Azji juniorów (Makau 2006)
- złoto Mistrzostw Świata Juniorów (Pekin 2006)
- srebrny medal mistrzostw Azji (Guangdong 2009)
- brąz igrzysk azjatyckich (Kanton 2010)
- wielokrotny mistrz kraju

W 2008 Huang reprezentował Chiny podczas igrzysk olimpijskich w Pekinie, jednak w eliminacjach nie zaliczył żadnej wysokości i odpadł z dalszej rywalizacji.

## Rekordy życiowe
- skok wzwyż - 2,32 (2006)